# Igor Pamić
Igor Pamić (Žminj, 19. studenoga 1969.), bivši je hrvatski nogometaš koji je sada nogometni trener. Otac je nogometaša Zvonka i preminulog nogometaša Alena Pamića.

## Igračka karijera
Igor Pamić je rođen u Žminju, te je svoju profesionalnu karijeru započeo u pulskoj Istri 1992. godine. Nakon dvije sezone, prelazi u Dinamo, gdje se također zadržao dvije sezone prije nego što je potpisao za Osijek u srpnju 1995. godine. Iduće sezone, napušta prvu hrvatsku nogometnu ligu, zabivši 57 pogodaka u pet sezona, te potpisuje za francuski klub Sochaux.  
Pamić napušta Sochaux u srpnju 1997. godine, te potpisuje za njemačku Hansu iz Rostocka. U sezoni i pol skupio je 37 nastupa u Bundesligi, te je zabio 13 pogodaka. Godine 1999. prelazi u redove austrijski Grazer AK, gdje je igrao sve do kraja karijere, odigravši svoju posljednju utakmicu 21. listopada 2001. godine protiv Rapida iz Beča.  U dvije polusezone, te dvije pune sezone, nastupio je za GAK 66 puta, te je zabio 23 pogotka. 

### Reprezentativna karijera
Za hrvatsku reprezentaciju je debitirao 10. travnja 1996. godine u Osijeku, u prijateljskoj utakmici protiv Mađarske, te je na toj utakmici zabio svoj prvi i posljednji pogodak za reprezentaciju, koji je ujedno i bio jubilarni 100. pogodak hrvatske nogometne reprezentacije. Bio je i član reprezentacije na Europskom prvenstvu 1996. godine u Engleskoj, gdje je igrao prvo poluvrijeme utakmice protiv Portugala. Za reprezentaciju je nastupio ukupno 5 puta, te zabio jedan pogodak.  

## Trenerska karijera
Ubrzo nakon završetka igračke karijere, postao je trener trećeligaša Žminja. Godine 2004. postaje trener drugoligaša Istre 1961. Pod njegovim vodstvom, Istra 1961 postaje prvak druge lige, te se plasirala u prvu ligu. Nastavio je voditi Istru 1961 do 2005. godine, te se 2006. godine vraća u Žminj. Godinu dana kasnije preuzima vođenje NK Karlovca, također trećeligaša s kojim ostvaruje ulazak u 2. HNL uz maksimalan učinak na domaćem terenu, a u Drugoj ligi je sjajnim nizom doveo Karlovac na vrh. Iako je doveo Karlovac u prvu HNL, raskinuo je ugovor, a direktor kluba Zdravko Marčetić dao je ostavku na svoje mjesto. Od 2011. do 2015. godine Pamić bio je trener NK Istre 1961.
Krajem rujna 2016. godine preuzima momčad slovenskog prvoligaša Kopera.